# Cees Bergman

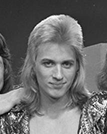
Cees Bergman in 1974, in de band Catapult

Cees (Cornelis R.) Bergman (Katwijk, 22 april 1952 – Leimuiden, 21 september 2017) was een Nederlands muziekartiest en producer.
Bergman was lid van het productiecollectief Cat Music dat in de jaren 70 voortkwam uit de glamrockband Catapult. In deze band was Bergman de zanger. Nadat deze groep eind jaren 70 uit elkaar was gegaan, gingen de bandleden gezamenlijk nummers schrijven en produceren voor verschillende Nederlandse artiesten, onder wie André Hazes, Patricia Paay, Rita Hovink, The Surfers en Lia Velasco.
De leden van Cat Music waren ook actief als studioartiesten onder verschillende namen, zoals The Monotones ("Mono"), Rubberen Robbie ("De Nederlandse sterre die strale overal!"), Master Genius ("Let's break") en de Video Kids ("Woodpeckers from space"). In de jaren 90 werden grote successen behaald als Ome Henk en de Smurfen ("No limit").
Bergman was tot aan zijn overlijden rockzanger van hobbybandje "Van Beukenstein". Hij speelde 5 mei 2017 nog met Van Beukenstein op het Bevrijdingsfestival in Alphen aan den Rijn. In juli kreeg hij echter te horen dat hij gevorderde alvleesklierkanker had.
Bergman overleed 21 september dat jaar.
- Gemeinsame Normdatei: 1212046390
- MusicBrainz: 9ab3a33b-3e7d-4c3a-aa72-c31132ec7c37
- Nationale Bibliotheek van Polen: a0000002651577
- Virtual International Authority File: 301098285
- WorldCat: E39PBJghrMGck7dYCjvvdcDTHC